# Dudley (Misuri)
Dudley es una ciudad ubicada en el condado de Stoddard en el estado estadounidense de Misuri. En el Censo de 2010 tenía una población de 232 habitantes y una densidad poblacional de 230,27 personas por km².

## Geografía
Dudley se encuentra ubicada en las coordenadas 36°47′23″N 90°5′30″O / 36.78972, -90.09167. Según la Oficina del Censo de los Estados Unidos, Dudley tiene una superficie total de 1.01 km², de la cual 1.01 km² corresponden a tierra firme y (0%) 0 km² es agua.

## Demografía
Según el censo de 2010, había 232 personas residiendo en Dudley. La densidad de población era de 230,27 hab./km². De los 232 habitantes, Dudley estaba compuesto por el 99.57% blancos, el 0% eran afroamericanos, el 0% eran amerindios, el 0% eran asiáticos, el 0% eran isleños del Pacífico, el 0% eran de otras razas y el 0.43% pertenecían a dos o más razas. Del total de la población el 0.86% eran hispanos o latinos de cualquier raza.